# Jonas Nordling
Bo Jonas Nordling, född 6 januari 1969, är en svensk journalist. 

## Biografi
Nordling studerade journalistik vid Stockholms universitet. Han var därefter försäkringstjänsteman på Folksam 1989–1996. 1996–2006 var han reporter på Vår bostad. Därefter var reporter på BOFAST och sedan hos SVT.
2009–2011 var Nordling organisationschef på Journalistförbundet och var mellan maj 2011 till och med januari 2019 förbundsordförande. Han var mellan 2019 och 2022 chefredaktör på Dagens Arena. 2022–2023 jobbade han på Arbetet, först som reporter och sedan som t.f. debattredaktör. Han är sedan 2024 webbredaktör på SPF Seniorerna.